# Mahabo

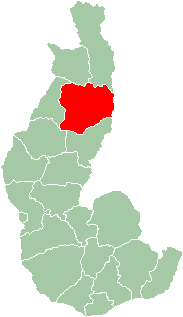
Mahabos läge på karta över provinsen Toliara.

Mahabo är en ort och kommun i den västra delen av Madagaskar. Mahabo ligger i distriktet Mahabo som är en del av provinsen Toliara i regionen Menabe.  